# Vittorio Chiarini
Pour les articles homonymes, voir Chiarini.
Vittorio Chiarini est un coureur cycliste italien, né le 12 février 1937 à Marradi (Toscane), est un coureur cycliste italien, professionnel de 1961 à 1969. Son fils Riccardo Chiarini (1984) fut également coureur professionnel.

## Palmarès
- 1967
  - 10e du Tour des Quatre Cantons

## Résultats sur les grands tours

### Tour de France
2 participations
- 1962 : abandon (7e étape)
- 1966 : hors délai (16e étape)

### Tour d'Italie
6 participations
- 1963 : 57e
- 1964 : abandon
- 1965 : 47e
- 1966 : abandon
- 1967 : 55e
- 1968 : 78e